# Safnahúsið

Safnahúsið ("Museihuset"), tidigare Þjóðmenningarhúsið ("Kulturhuset"), är en utställningsbyggnad på Hverfisgata 15 i Reykjavik, Island. Huset byggdes 1906−08 och invigdes 28 mars 1909. Det var ursprungligen Islands nationalbibliotek[källa behövs] samt museibyggnad. Arkitekt var Johannes Magdahl Nielsen.

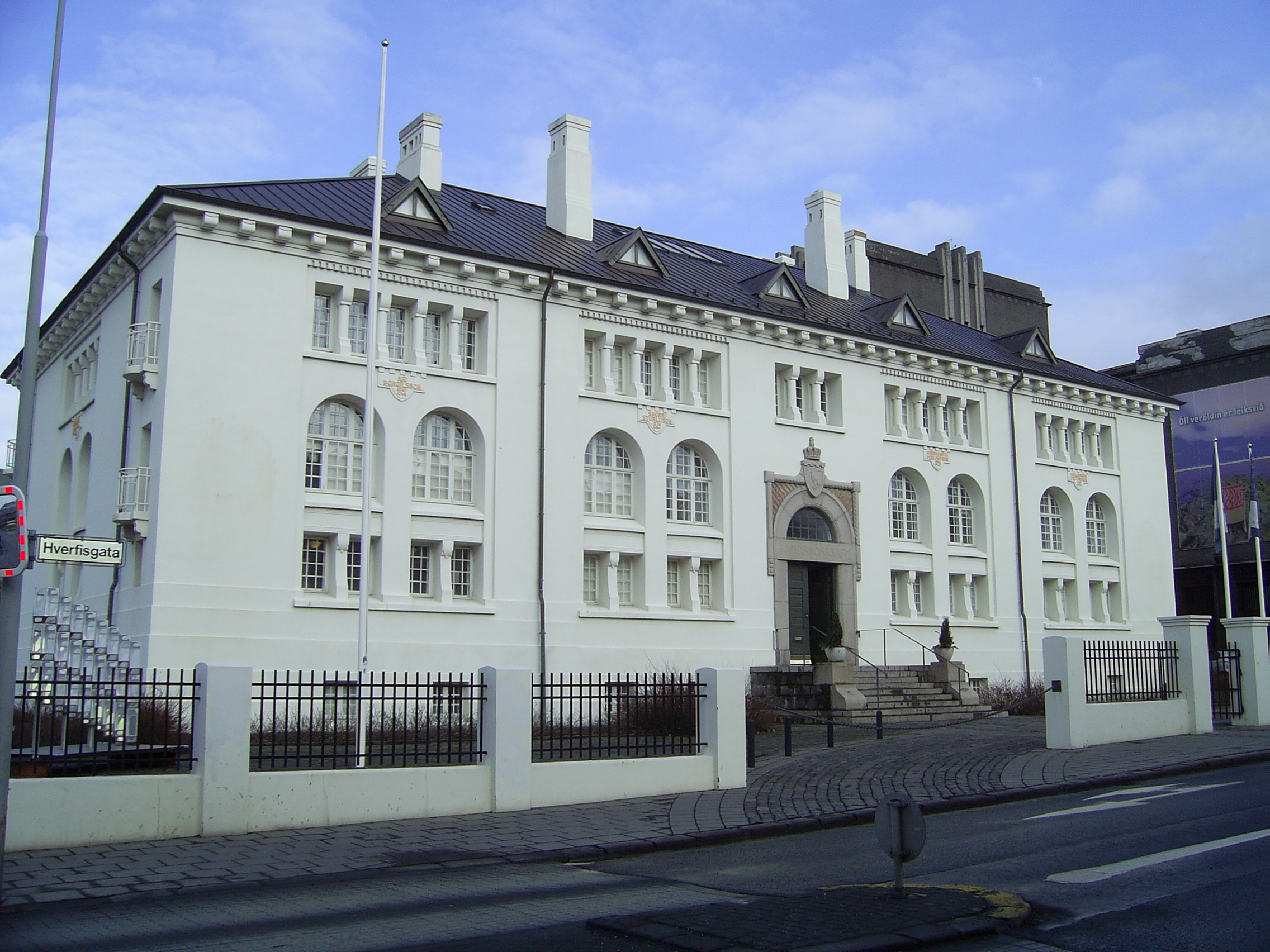
Safnahúsið

I byggnaden finns bland annat en handskriftsutställning, utformad av Árni Magnússon-institutet för isländska studier.